# Коритна (річка)
Кори́тна — річка в Україні, у межах Томашпільського (витоки) і Ямпільського районів Вінницької області. Права притока Русави (басейн Дністра).

## Опис
Довжина річки 30 км, площа басейну 252 км². Долина V-подібна, завширшки до 0,5 км. Заплава двобічна, завширшки 20—50 м. Річище звивисте. Швидкість течії до 0,5 м/с. Похил річки 2,3 м/км. Споруджено кілька ставків. 

## Розташування
Коритна бере початок на північ від с. Калинки. Тече на південний захід і південь. Впадає до Русави в селі Русава. 
Притоки: Дзигівка, Тростянець (праві).